# Контур (РЛС)
Бортовая метео-РЛС серии «Контур-10» (изделие А-813) — современная унифицированная авиационная бортовая радиолокационная станция переднего обзора, предназначенная для обнаружения зон конвективной облачности и грозовой деятельности и навигационного ориентирования по характерным радиолокационно-контрастным наземным объектам. Выпускается в нескольких вариантах исполнения и модификациях. Применяется на нескольких типах отечественных вертолётов и самолётов, также может быть использована для замены устаревших бортовых метеорадиолокаторов типа «Гроза».

## Предназначение
БРЛС «Контур-10» предназначена для:
- Обнаружения конвективных метеообразований (гроз, мощной кучевой облачности) с возможностью определения степени их опасности, а также зон опасной турбулентности.
- Отображения на экране вертикального профиля метеообразования на выбранном направлении
- Обнаружения характерных наземных ориентиров (город, промышленные сооружения, крупные водоемы и береговая черта, суда на водной поверхности и т. д.)
- Обнаружения зон сдвига ветра в соответствии с требованиями DO-220.

## Применение
Станция установлена (либо может быть установлена) на борту следующих летательных аппаратов: самолётах типа Ан-28, Ан-38, Л-410, Бе-12; Бе-32, Ан-74, Ту-134, Ил-76ТД, Бе-200ЧС; вертолетах Ми-8 различных модификаций, Ми-17, Ми-171, Ми-172, Ми-26Т. 

## Основные модификации
- Контур-10
- Контур-10К
- Контур-10Ц
- Контур-10М
- Контур-10СВ

## Конструкция
Комплект поставки, для станции «Контур-10Ц» серия 3:
- антенна
- приёмопередатчик с монтажной рамой
- индикатор с монтажной рамой
- волноводный тракт (А813-3201.17, А813-3201.18 или А813-3201.2)

Примечание: с состав изделия может входить один из четырёх вариантов индикаторов (А813-0407, А813-0407.1, А813-0408, А813-0408.1), в соответствии с согласованной с Главным конструктором объекта документацией.
Один из вариантов поставки, для станции «Контур-10М»:
- моноблок (антенна с приёмопередатчиком)
- многофункциональный индикатор А813-0409
- пульт управления А813-4903 или А813-4905

## Основные технические характеристики (для «Контур-10Ц»)
(информация из документации АВ1.000.179-27РЭ «Руководство по технической эксплуатации»)
- Импульсная мощность на выходе волноводного тракта изделия, кВт, не менее - 5
- Чувствительность приёмного устройства относительно 1 мВт, дБ, не более - минус 105
- Частота излучения, Мгц - 9345
- Длительность излучаемых импульсов, мкс - 1,6
- Пределы перемещения решётки антенны по наклону, град - ±15°
- Зона обзора по азимуту, град - ±(60+3) или ±(45+3)
- Частота азимутального обзора, Гц - 0,20±0‚01
- Токи потребления от системы электроснабжения:                             
  - постоянного тока 27 В, А , не более - 2
  - переменного тока 115 В  400 Гц, А , не более - 1
- Масса блоков изделия  (без учёта масс волноводного тракта, монтажных рам и кабельных соединений), кг, не более - 13,5